# Michelle Rodriguez
Mayte Michelle Rodriguez (San Antonio, 12 de julho de 1978) é uma atriz norte-americana conhecida pelos filmes The Fast and the Furious (br: Velozes e Furiosos), Fast & Furious (br: Velozes e Furiosos 4), Fast & Furious 6 (br: Velozes e Furiosos 6), Resident Evil (br: Resident Evil: O Hóspede Maldito), Resident Evil: Retribution (br: Resident Evil 5: Retribuição), Avatar e S.W.A.T.. E pela série de televisão Lost.

## Biografia
Seu pai é porto-riquenho e sua mãe da República Dominicana. Quando tinha oito anos, se mudou com sua mãe para a República Dominicana e viveu em Porto Rico quando tinha onze anos. Mais tarde se estabeleceu em Nova Jérsei.
Interessou-se pela profissão de atriz quando resolveu fazer um teste para o filme Girlfight (br: Boa de Briga), no qual passou e estrelou. Foi escolhida entre 350 garotas e encarnou o papel da lutadora "Diana Guzman".
Teve outras grandes participações em filmes como Resident Evil, The Fast and the Furious, Fast & Furious, S.W.A.T.,Avatar e na série de TV Lost.

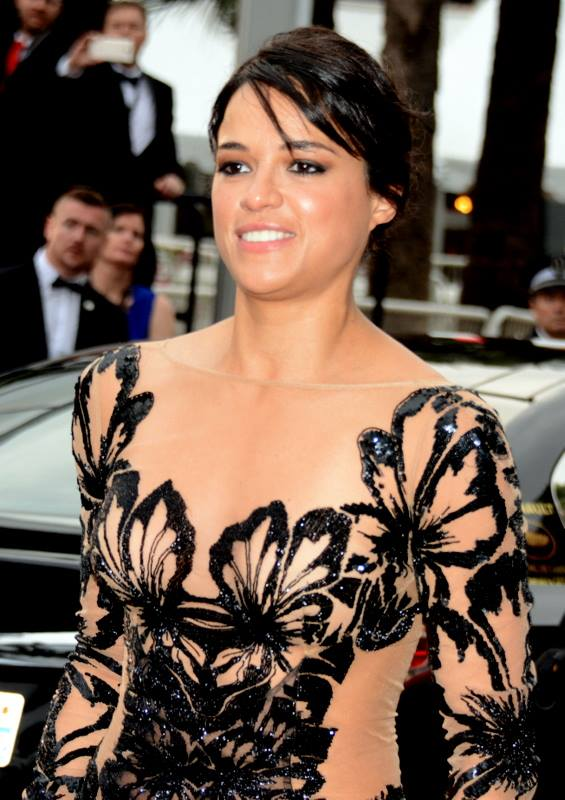
Rodriguez no Festival de Cannes de 2015

Em 2002 apareceu na 78ª posição na lista das mulheres mais sexy do mundo pela revista Maxim. Em 2005, foi condenada por suspeitas de estar dirigindo embriagada no Havaí, e acusada de violar sua liberdade condicional. Terminou sua participação no seriado Lost, após término do contrato de um ano na aclamada série.
Em dezembro de 2007 ficou detida por ter burlado o sistema, não cumprindo suas horas de trabalho comunitário, mas cumpriu 18 dias e teve a liberdade concedida por comportamento exemplar, após benefício judicial, que exigiu que apenas um décimo da pena de 180 dias fosse cumprida.
Nesse período de dois anos, desde que terminou sua participação em Lost, a atriz concretizou mais de quatro trabalhos, sendo que um deles, Avatar, do aclamado diretor James Cameron, que estreou em dezembro de 2009.
Rodriguez retornou ao seriado Lost, como convidada, tendo uma participação especial no segundo episódio da quinta temporada. Ela apareceu novamente como Ana Lucia, num dos momentos de alucinação do personagem Hugo Reyes (Hurley), que se encontra fugindo. Os roteiristas fizeram com que a personagem de Ana Lucia, nessa cena, ironizasse o incidente que a atriz protagonizou na vida real ao fazê-la dizer para Hugo: "Não corra tanto. Você não gostaria de se meter em problemas com a polícia." Seu retorno se deve ao fato dos fãs pedirem que a personagem aparecesse novamente.
Sua última participação em Lost aconteceu no décimo sexto episódio da sexta temporada - o penúltimo da série -, intitulado "What They Died For" que foi exibido pela ABC em 18 de maio de 2010 e embora tenha sido uma participação modesta, gerou muita repercussão até o derradeiro episódio - que foi exibido cinco dias depois -, onde o público finalmente pode compreender o que havia acontecido com Ana Lucia e os demais "losties".

## Vida Pessoal
Depois de muitas matérias publicadas sobre o romance, no começo de 2014, a atriz Michelle Rodriguez assumiu publicamente o relacionamento amoroso com a modelo Cara Delevingne, e o casal estaria morando junto. No mês de maio do mesmo ano, o namoro de Cara Delevingne com a atriz Michelle Rodriguez chegou ao fim.

## Carreira

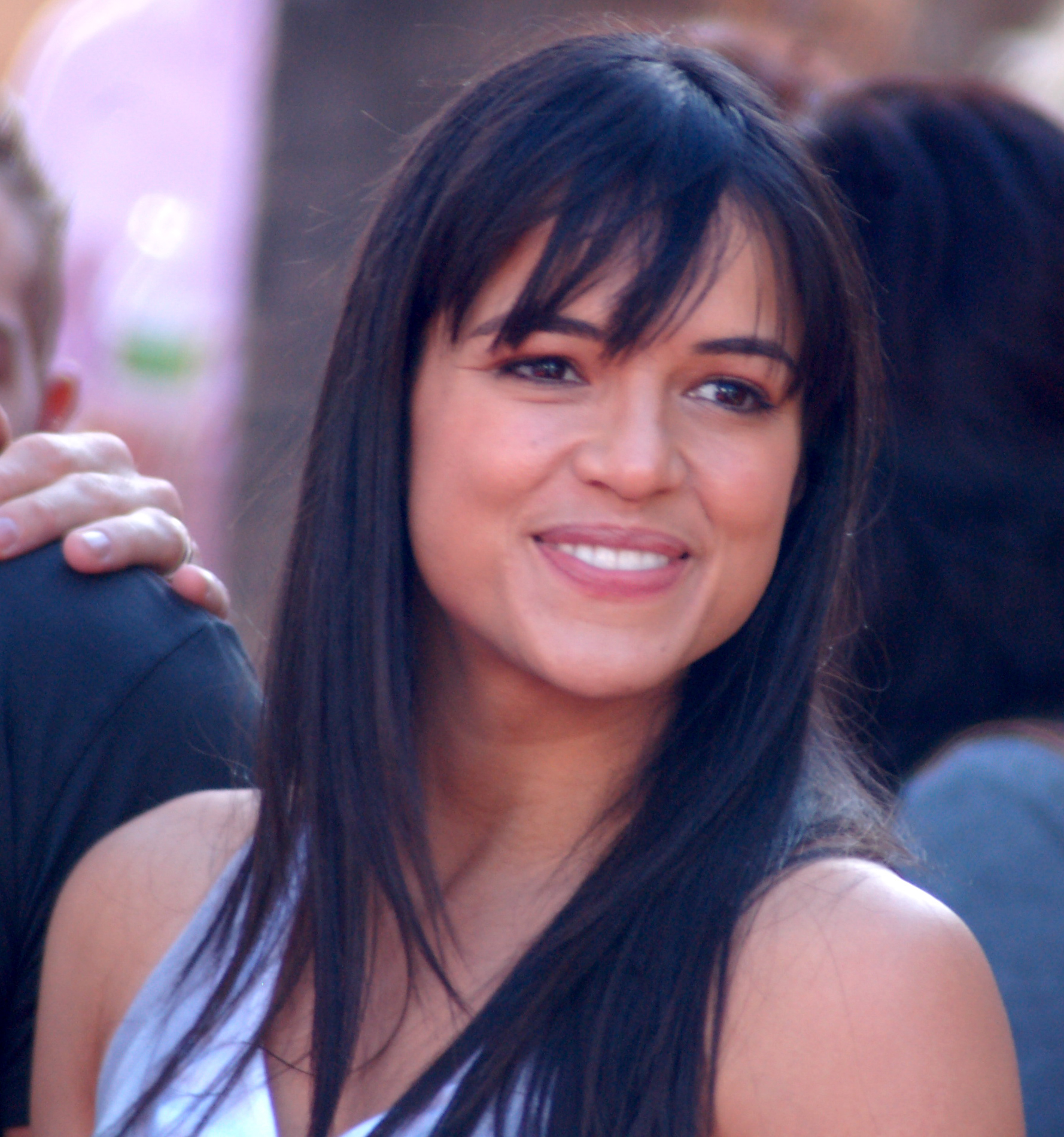
Michelle em 18 de Dezembro de 2009, na cerimônia de inauguração da estrela de James Cameron na Calçada da Fama.

### Cinema
| Ano  | Título original                          | Título em português                          | Papel                         |
| ---- | ---------------------------------------- | -------------------------------------------- | ----------------------------- |
| 2000 | Girlfight                                | br: Boa de Briga                             | Diana Guzman                  |
| 2001 | 3 A.M.                                   | br: Madrugada Mortal                         | Salgado                       |
| 2001 | The Fast and the Furious                 | br: Velozes e Furiosos                       | Leticia "Letty" Ortiz         |
| 2002 | Resident Evil                            | br: Resident Evil - O Hóspede Maldito        | Rain Ocampo                   |
| 2002 | Blue Crush                               | br: A Onda dos Sonhos                        | Eden                          |
| 2003 | S.W.A.T.                                 | br: S.W.A.T. - Comando Especial              | Oficial Chris Sanchez         |
| 2004 | Control                                  |                                              | Teresa                        |
| 2005 | BloodRayne                               |                                              | Katarin                       |
| 2006 | The Breed                                | br: Cães Assassinos                          | Nicki                         |
| 2007 | Battle in Seattle                        | br: A Batalha de Seattle                     | Louise "Lou" Philippis        |
| 2008 | Gardens of the Night                     | br: Jardins da Noite                         | Lucy                          |
| 2008 | A Cat's Tale                             |                                              | Jujube (voz)                  |
| 2009 | Fast & Furious                           | br: Velozes & Furiosos 4                     | Leticia "Letty" Ortiz         |
| 2009 | Los Bandoleros                           |                                              | Leticia "Letty" Ortiz         |
| 2009 | Avatar                                   | br/pt: Avatar                                | Capitã Trudy Chacon           |
| 2010 | Machete                                  |                                              | Luz / Shé                     |
| 2010 | Trópico de Sangre                        |                                              | Minerva Mirabal               |
| 2011 | Blacktino                                |                                              | Charlotte Foster Jane         |
| 2011 | Battle: Los Angeles                      | br: Invasão do Mundo: Batalha de Los Angeles | Sargento Técnico Elena Santos |
| 2011 | Fast Five                                | br: Velozes e Furiosos 5                     | Leticia "Letty" Ortiz (foto)  |
| 2012 | Resident Evil: Retribution               | br: Resident Evil 5: Retribuição             | Rain Ocampo (Bad/Good/Zombie) |
| 2013 | inAPPropriate Comedy                     | br: Totalmente Inapropriado                  | Harriet                       |
| 2013 | Fast & Furious 6                         | br: Velozes e Furiosos 6                     | Leticia "Letty" Ortiz         |
| 2013 | Turbo                                    | br: Turbo                                    | Paz                           |
| 2013 | Machete Kills                            |                                              | Luz / Shé                     |
| 2014 | One Percenters                           |                                              | Olivia                        |
| 2014 | Second Act                               |                                              | Olivia                        |
| 2015 | Furious 7                                | br: Velozes e Furiosos 7                     | Leticia "Letty" Ortiz         |
| 2016 | Milton's Secret                          |                                              | Ms. Ferguson                  |
| 2016 | The Assignment                           | br: Vingança                                 | Frank Kitchen / Tomboy        |
| 2017 | 2031                                     |                                              | Voula                         |
| 2017 | The Fate of the Furious                  | br: Velozes e Furiosos 8                     | Leticia "Letty" Ortiz         |
| 2017 | Smurfs: The Lost Village                 | br: Os Smurfs e a Vila perdida               | SmurfStorm (Voz)              |
| 2018 | The Limit                                |                                              | M-13                          |
| 2018 | Widows                                   | br: As Viúvas                                | Linda Perelli                 |
| 2019 | Alita: Battle Angel                      | br: Alita: Anjo de Combate                   | Gelda                         |
| 2020 | She Dies Tomorrow                        | br: Vou Morrer Amanhã                        | Sky                           |
| 2021 | Crisis                                   |                                              | Supervisora Garrett           |
| 2021 | F9                                       | br: Velozes & Furiosos 9                     | Leticia "Letty" Ortiz         |
| 2023 | Dungeons & Dragons: Honor Among Thieves  | br: Dungeons & Dragons: Honra Entre Rebeldes |                               |
| 2023 | Fast X                                   | br: Velozes e Furiosos 10                    | Leticia "Letty" Ortiz         |
| 2024 | Fast X: Part 2                           | br: Velozes e Furiosos 11                    | Leticia "Letty" Ortiz         |
| 2028 | Avatar 5: The Quest for Eywa (Rumor)     | br: Avatar: A Busca por Eywa                 | Trudy Chacon                  |
| TBA  | Machete Kills Again in Space (Anunciado) | br: Machete mata no espaço                   | Luz / Shé                     |
| TBA  | The Limit Part 2 (anunciado)             |                                              | M-13                          |

### Televisão
| Ano         | Título                                             | Papel                          | Notas |
| ----------- | -------------------------------------------------- | ------------------------------ | --- |
| 2005        | Punk'd                                             | Ela mesma                      | Episódio 2 - Temp 4 |
| 2005 - 2010 | IGPX: Immortal Grand Prix                          | Liz Ricarro                    | 26 episódios (2005-2006) |
| 2005 - 2010 | Lost                                               | Ana Lucia Cortez               | Convidada (primeira temporada) Elenco principal (segunda temporada) Convidada especial (temp 5 e 6): 26 episódios (2005-2010) |
| 2006        | Icons                                              | Ela mesma                      | Episódio exibido em 24 de junho de 2006                                                                                       |
| 2008        | Adventures in Voice Acting                         | Ela mesma                      | Documentário |
| 2010        | Top Gear USA                                       | Ela mesma                      | Episódio 6 - Temp 1 |
| 2011        | CollegeHumor Originals                             | Jessica                        | Episódio 1 - Temp 97 |
| 2011        | Curiosidade                                        | Narrador                       | Episódio 2 - Temp 1 |
| 2011        | Call of Duty ELITE: Friday Night Fights            | Jogador; ela mesma.            | Episódio 5 - Temp 1 |
| 2014        | I Am Evel Knievel                                  | Ela mesma                      | Documentário |
| 2015        | Celebridades À Prova de Tudo                       | Ela mesma                      | Episódio 5 - Temp 2 |
| 2015        | Unity                                              | Narrador                       | Documentário |
| 2015        | Super Into                                         | Ela mesma                      | Episódio 1 - Temp 1 |
| 2016        | Riding Shotgun with Michelle Rodriguez             | Apresentadora                  | 7 episódios |
| 2016        | The Reality of Truth                               | Ela mesma e produtor executivo | Documentário |
| 2017        | Secret History of Comics                           | Ela mesma                      | 3 episódios |
| 2018        | Martha & Snoop's Potluck Dinner Party              | Ela mesma                      | Episódio 10 - Temp 2 |
| 2019        | Prisioneiro Nº1: A Redenção de Danny Trejo         | Ela mesma                      | Documentário |
| 2020        | LA Originals                                       | Ela mesma                      | Documentário |
| 2020        | Stuntwomen: The Untold Hollywood Story             | Narrador e produtor executivo  | Documentário |
| 2020        | Cardi Tries                                        | Ela mesma                      | Episódio 2 - Temp 1 |
| 2021        | The Revolution Generation                          | Narrador                       | Documentário |
| 2021        | Getaway Driver                                     | Apresentadora                  | Série - 8 episódios |
| 2021        | Player vs. Player with Trevor Noah                 | Ela mesma                      | Episódio 4 |
| 2021        | What Happens in Hollywood                          | Ela mesma                      | Série Documental - 13 episódios                                                                                               |
| 2021        | A Night at the Academy Museum                      | Ela mesma                      | Especial de TV |
| 2021        | The Private Lives of Jordi Molla' & Domingo Zapata | Ela mesma                      | Documentário |
| 2022        | Gianluca Vacchi: Muito Mais!                       | Ela mesma                      | Documentário |
| 2024        | Ten Ton Chum                                       | Apresentadora                  | Série de Televisão |

### Video Games
| Ano  | Título                           | Papel                | Notas                   |
| ---- | -------------------------------- | -------------------- | ----------------------- |
| 2003 | True Crime: Streets of LA        | Rosie Velasco        | Voz                     |
| 2004 | Driv3r                           | Calita               | Voz                     |
| 2004 | Halo 2                           | Marine               | Voz                     |
| 2009 | James Cameron's Avatar: The Game | Trudy Chacon         | Voz                     |
| 2012 | Call of Duty: Black Ops II       | Strike Force Soldier | Voz                     |
| 2020 | Fast & Furious Crossroads        | Letty Ortiz          | Voz e captura de imagem |

### Videoclipes
| Ano  | Videoclipes               | Artista                    |
| ---- | ------------------------- | -------------------------- |
| 2000 | "I Can Do Too"            | Cole ft Queen Latifah      |
| 2001 | "Always on Time"          | Ja Rule e Ashanti          |
| 2002 | "If I Could Fall in Love" | Lenny Kravitz              |
| 2011 | "Wake Up Call"            | Steve Aoki e Sidney Samson |
| 2015 | "Confident"               | Demi Lovato                |
| 2015 | "#SAYSOMETHING"           | Charlie Winston            |
| 2018 | "Nice for What"           | Drake                      |

### Parque temático
| Ano             | Parque temático                  | Papel       | Notas                        |
| --------------- | -------------------------------- | ----------- | ---------------------------- |
| 2015 - Presente | Velozes e Furiosos: Supercharged | Letty Ortiz | Florida, Hollywood e Pequim. |

### Teatro
| Ano  | Peça teatral        | Papel          | Notas             |
| ---- | ------------------- | -------------- | ----------------- |
| 2001 | Monólogos Da Vagina | Performer      | Broadway Playbill |
| 2022 | Notes From Now      | Canção\Roteiro | 59E59 Theaters    |

### Imagens de arquivo
| Ano         | Título                                              | Personagem            | Nota                                                                   |
| ----------- | --------------------------------------------------- | --------------------- | ---------------------------------------------------------------------- |
| 2001        | Ja Rule - Furious                                   | Leticia "Letty" Ortiz | Clipe musical, com cenas de The Fast and the Furious                   |
| 2001        | Good Life (Remix) - Faith Evans, Ja Rule            | Leticia "Letty" Ortiz | Clipe musical, com cenas de The Fast and the Furious                   |
| 2002        | Slipknot - My Plague                                | Rain Ocampo           | Clipe musicial, com cenas de Resident Evil                             |
| 2004        | Resident Evil 2: Apocalipse                         | Rain Ocampo           | Archive footage; sem créditos.                                         |
| 2005 - 2010 | Lost                                                | Ana Lucia Cortez      | 7 episódios 4 episódios com apenas créditos; 3 episódios sem créditos. |
| 2009        | Pitbull ft. Pharrell - Blanco                       | Leticia "Letty" Ortiz | Clipe musical, com cenas de Fast & Furious                             |
| 2009 - 2021 | Entertainment Tonight                               | Ela mesma             | 10 episódios; 5 episódios com créditos (Archive footage)               |
| 2011        | Velozes e Furiosos 5: Operação Rio                  | Leticia "Letty" Ortiz | Foto; sem créditos.                                                    |
| 2012        | Hexes - Bassnectar\| Resident Evil: Retribution OST | Rain Ocampo           | Clipe musical, com cenas de Resident Evil: Retribution.                |
| 2013        | Lady Gaga - Aura                                    | Luz/Shé               | Clipe musical, com cenas de Machete Kills                              |
| 2013        | 2 Chainz & Wiz Khalifa - We Own It                  | Leticia "Letty" Ortiz | Clipe musical, com cenas de Fast & Furious 6                           |
| 2013        | Fast and Furious 6: The Game                        | Leticia "Letty" Ortiz | Jogo; archive footage; sem créditos.                                   |
| 2013        | Fast and Furious: Showdown                          | Leticia "Letty" Ortiz | Jogo; archive footage; sem créditos.                                   |
| 2014        | Halo: The Master Chief Collection                   | Marine                | Archive footage, com créditos.                                         |
| 2015        | Fredom                                              | Ela mesma             | Apenas créditos.                                                       |
| 2015        | Wiz Khalifa - See You Again ft. Charlie Puth        | Leticia "Letty" Ortiz | Clipe músical, com cenas de Furious 7                                  |
| 2015        | Sevyn Streeter - How Bad Do You Want It             | Leticia "Letty" Ortiz | Clipe músical, com cenas de Furious 7                                  |
| 2015        | Kid Ink, Tyga, Wale, YG - Ride Out                  | Leticia "Letty" Ortiz | Clipe músical, com cenas de Furious 7                                  |
| 2015        | Prince Royce - My Angel                             | Leticia "Letty" Ortiz | Clipe músical, com cenas de Furious 7                                  |
| 2017        | Resident Evil 6: O Capítulo Final                   | Rain Ocampo           | Archive footage; com créditos.                                         |
| 2017        | Kehlani & G-Eazy - Good Life                        | Leticia "Letty" Ortiz | Clipe musical, com cenas de The Fate of the Furious                    |
| 2017        | Pitbull & J Balvin - Hey Ma ft Camila Cabello       | Leticia "Letty" Ortiz | Clipe musical, com cenas de The Fate of the Furious                    |
| 2017        | Lil Uzi Vert, Quavo & Travis Scott - Go Off         | Leticia "Letty" Ortiz | Clipe musical, com cenas de The Fate of the Furious                    |
| 2018        | Sade - The Big Unknown                              | Linda Perelli         | Clipe musical, com cenas de As Viúvas                                  |
| 2020        | Avatar: Pandora Rising                              | Trudy Chacon          | Jogo; archive footage; sem créditos.                                   |
| 2021        | Ty Dolla $ign, Jack Harlow & 24kGoldn - I Won       | Leticia "Letty" Ortiz | Clipe musical, com cenas de F9: The Fast Saga.                         |
| 2021        | Don Toliver, Lil Durk & Latto - Fast Lane           | Leticia "Letty" Ortiz | Clipe musical, com cenas de F9: The Fast Saga.                         |